# Thomas Kuc
Thomas Nicholas Kuc (San Paolo, 10 ottobre 2002) è un attore brasiliano naturalizzato statunitense.

## Biografia
Di origine polacca, è nato a San Paolo, in Brasile, ma da bambino si è trasferito in California, negli Stati Uniti.
Thomas è poliglotta, capace di parlare polacco, cinese mandarino, portoghese, spagnolo e inglese.

## Filmografia

### Cinema
- The Diabolical, regia di Alistair Legrand (2015)

### Televisione
- Nickelodeon's Ho Ho Holiday Special, regia di Jonathan Judge (2015)

### Serie TV
- Henry Danger – serie TV, episodi 4x4 (2017) - Hudson Gimble
- Game Shakers – serie TV, 63 episodi (2015-2018) - Hudson Gimble[1]